# Sven van Beek
Sven van Beek (* 28. července 1994, Gouda, Nizozemsko) je nizozemský fotbalový obránce, který v současnosti působí v klubu Feyenoord. Hraje na postu stopera (středního obránce).

## Klubová kariéra
Profesionální fotbalovou kariéru zahájil ve Feyenoordu na začátku roku 2013 pod trenérem Ronaldem Koemanem. 30. ledna 2013 debutoval v A-týmu Feyenoordu v utkání KNVB bekeru proti PSV Eindhoven (prohra 1:2), na hřišti jej poté ve druhém poločase střídal Ruud Vormer.

## Reprezentační kariéra
Sven van Beek byl členem nizozemských mládežnických výběrů U19 a U21.